# Special team
Special team, formacja specjalna - formacja zawodników futbolu amerykańskiego wykorzystywana do wykonywania i odbierania kopów.
Formacje specjalne wystawiane są podczas wykopów, kopów z powietrza, kopów na bramkę i podwyższeń. Większość zawodników tych formacji gra role zastępcze w formacjach podstawowych (obrony i ataku).
Dwóch zawodników takich formacji wykonuje dwa rodzaje kopów: punter z powietrza, zaś kopacz (placekicker lub kicker) z ziemi.